# Grand Prix Miguel Indurain 2012
La 63e édition du Grand Prix Miguel Indurain a eu lieu le 31 mars 2012. Elle a été remportée par l'Espagnol Daniel Moreno (Katusha) devant ses compatriotes Mikel Landa (Euskaltel-Euskadi) et Ángel Madrazo (Movistar).
L'épreuve fait partie de l'UCI Europe Tour 2012 en catégorie 1.HC.

## Présentation

### Équipes
Classé en catégorie 1.HC de l'UCI Europe Tour, le Grand Prix Miguel Indurain est par conséquent ouvert aux UCI ProTeams dans la limite de 70 % des équipes participantes, aux équipes continentales professionnelles, aux équipes continentales espagnoles et à une équipe nationale espagnole.
11 équipes participent à ce Grand Prix Miguel Indurain : 7 ProTeams, 2 équipes continentales professionnelles et 2 équipes continentales :
| Nom de l'équipe     | Pays       | Code |
| ------------------- | ---------- | ---- |
| AG2R La Mondiale    | France     | ALM  |
| Euskaltel-Euskadi   | Espagne    | EUS  |
| Garmin-Barracuda    | États-Unis | GRM  |
| Katusha             | Russie     | KAT  |
| Liquigas-Cannondale | Italie     | LIQ  |
| Movistar            | Espagne    | MOV  |
| Saxo Bank           | Danemark   | SAX  |

| Nom de l'équipe | Pays    | Code |
| --------------- | ------- | ---- |
| Andalucía       | Espagne | ACG  |
| Caja Rural      | Espagne | CJR  |

| Nom de l'équipe           | Pays    | Code |
| ------------------------- | ------- | ---- |
| Burgos BH-Castilla y León | Espagne | BUR  |
| Orbea Continental         | Espagne | ORB  |

## Classement final
|    | Coureur         | Pays       | Équipe              |    | Temps           |
| -- | --------------- | ---------- | ------------------- | -- | --------------- |
| 1  | Daniel Moreno   | Espagne    | Katusha             | en | 4 h 54 min 34 s |
| 2  | Mikel Landa     | Espagne    | Euskaltel-Euskadi   | +  | 2 s             |
| 3  | Ángel Madrazo   | Espagne    | Movistar            |    | 7 s             |
| 4  | Rui Costa       | Portugal   | Movistar            |    | 7 s             |
| 5  | Dominik Nerz    | Allemagne  | Liquigas-Cannondale |    | 9 s             |
| 6  | Sérgio Paulinho | Portugal   | Saxo Bank           |    | 14 s            |
| 7  | Danail Petrov   | Bulgarie   | Caja Rural          |    | 17 s            |
| 8  | Damiano Caruso  | Italie     | Liquigas-Cannondale |    | 23 s            |
| 9  | David Zabriskie | États-Unis | Garmin-Barracuda    |    | 23 s            |
| 10 | Eduard Vorganov | Russie     | Katusha             |    | 23 s            |

## Liste des participants
- Liste de départ complète